# Christoph Grunenberg
Christoph Grunenberg (* 1962 in Frankfurt am Main) ist ein deutscher Kunsthistoriker und seit November 2011 Direktor der Kunsthalle Bremen.

## Leben
Christoph Grunenberg studierte Kunstgeschichte, Klassische Archäologie und Englische Literatur in Mainz, Berlin und London. Er wurde 1994 am Courtauld Institute of Art der University of London mit einer Arbeit über die „Frühzeit des modernen Museums und das Ausstellungswesen im New York der 1930er-Jahre“ promoviert. Zu seinen bisherigen beruflichen Stationen, die er vorwiegend im englischsprachigen Raum absolvierte, gehören unter anderem die National Gallery of Art in Washington, D.C., die Kunsthalle in Basel, das Institute of Contemporary Art in Boston und die Tate Gallery in London. Von 2001 bis Oktober 2011 war er Direktor der Tate Liverpool im englischen Liverpool.
Grunenberg kuratierte zahlreiche Ausstellungen zur zeitgenössischen Kunst, aber auch zu Gustav Klimt oder 2011 zu René Magritte. 2007 war er Vorsitzender der Jury des renommierten Turner-Kunstpreises.
Seit dem 1. November 2011 ist Grunenberg Direktor der Kunsthalle Bremen, die nach umfangreichen Erweiterungsbauten im August 2011 wiedereröffnet worden war. Er trat die Nachfolge von Wulf Herzogenrath an, der im September 2011 in den Ruhestand ging. Seit Oktober 2013 ist Grunenberg Honorarprofessor der Hochschule für Künste in Bremen.

## Publikationen (Auswahl)

### Herausgeberschaft
- Summer of love. Psychedelische Kunst der 60er Jahre. Hatje Cantz, Ostfildern-Ruit 2005, ISBN 3-7757-1670-X (Ausstellungskatalog).
- Shopping. 100 Jahre Kunst und Konsum. Hatje Cantz, Ostfildern-Ruit 2002, ISBN 3-7757-1213-5 (Ausstellungskatalog; hrsg. mit: Max Hollein).

### Autorenschaft
- The Uncanny. By Mike Kelley, artist. International edition. König, Köln 2004, ISBN 3-88375-798-5 (englisch, Ausstellungskatalog; mit: Mike Kelley, John C. Welchmann).
- The Uncanny. By Mike Kelley, artist. Expanded edition with German addendum. König, Köln 2004, ISBN 3-88375-809-4 (deutsch und englisch, Ausstellungskatalog; mit: Mike Kelley, John C. Welchmann).